# Nikolaus Faulstich

Nikolaus Faulstich (um 1893)

Nikolaus Faulstich (* 19. Dezember 1837 in Greßthal, Bezirksamt Hammelburg; † nach Juni 1899) war ein fränkischer Landwirt und Abgeordneter.

## Werdegang
Faulstich war als Landwirt im unterfränkischen Greßthal ansässig und Bürgermeister seines Heimatortes. Als Kandidat des Zentrums zog er bei der Landtagswahl im Juli 1887 im Wahlkreis Würzburg II in die Kammer der Abgeordneten des Bayerischen Landtags ein, dem er bis 1899 angehörte.